# Leblon
Leblon (se pronuncia leblón) es un barrio de clase alta de la ciudad de Río de Janeiro, Brasil. Está ubicado en la Zona Sur de la ciudad y su rasgo distintivo son sus playas, que continúan las de Ipanema.

## Ubicación
Leblon está localizado entre la laguna Rodrigo de Freitas, el canal Jardim de Alah (que lo divide de la playa de Ipanema), el océano Atlántico y el morro (cerro) Dois Irmãos. Limita con los barrios Gávea, Lagoa, Ipanema y Vidigal.

## Historia

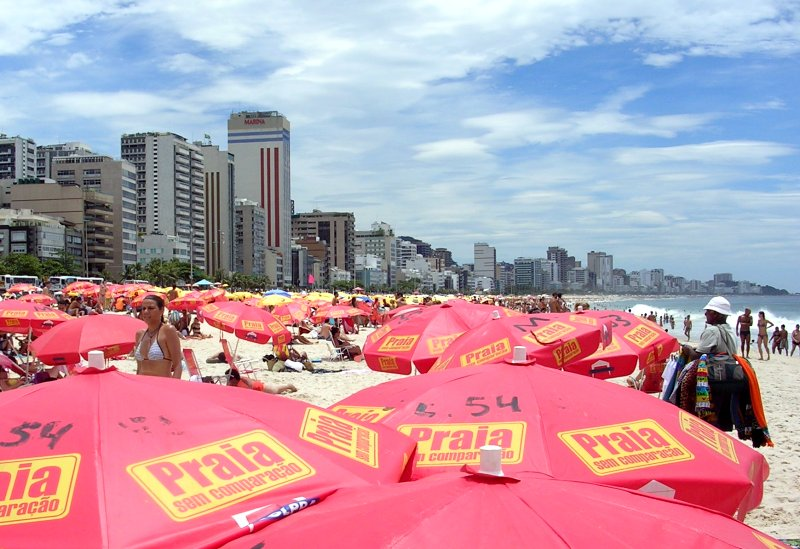
Sombrillas en la playa de Leblon.

Hasta las últimas décadas del siglo XIX era un territorio arenoso ocupado por algunas charcas. El francés Charles Le Blond, dueño de una empresa de pesca, tenía un terreno en la zona desde 1836, y por deformación de su apellido el barrio terminó haciéndose conocido como Leblon.
El 26 de julio se conmemora el día de Leblon, ya que en esa fecha de 1919 se definió la traza actual de la mayor parte de sus calles.

## Turismo

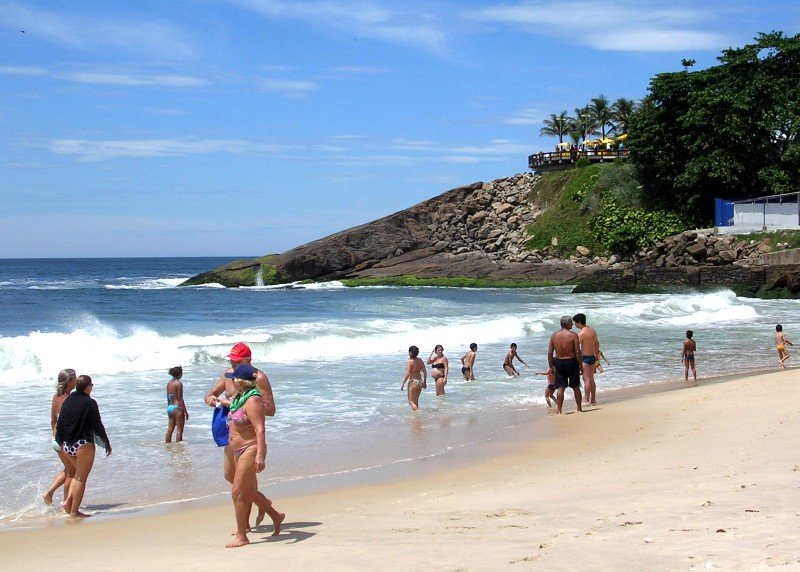
El mirador de Leblon.

Los turistas que se acercan a Leblon buscan principalmente sus playas. Sobre el final de Leblon, hacia el oeste, hay un mirador (el Mirante de Leblon) desde donde se puede apreciar toda la avenida costanera, las playas de Leblon e Ipanema y la Pedra de Arpoador.
También resulta un buen paseo caminar las calles internas del barrio, con negocios elegantes, bares, restaurantes y muchos espacios verdes.
Para quienes deseen ir de compras el Shopping Leblon es una opción, con más de 200 locales, restaurantes, cines, un centro cultural y vista panorámica desde las terrazas.

## Transporte

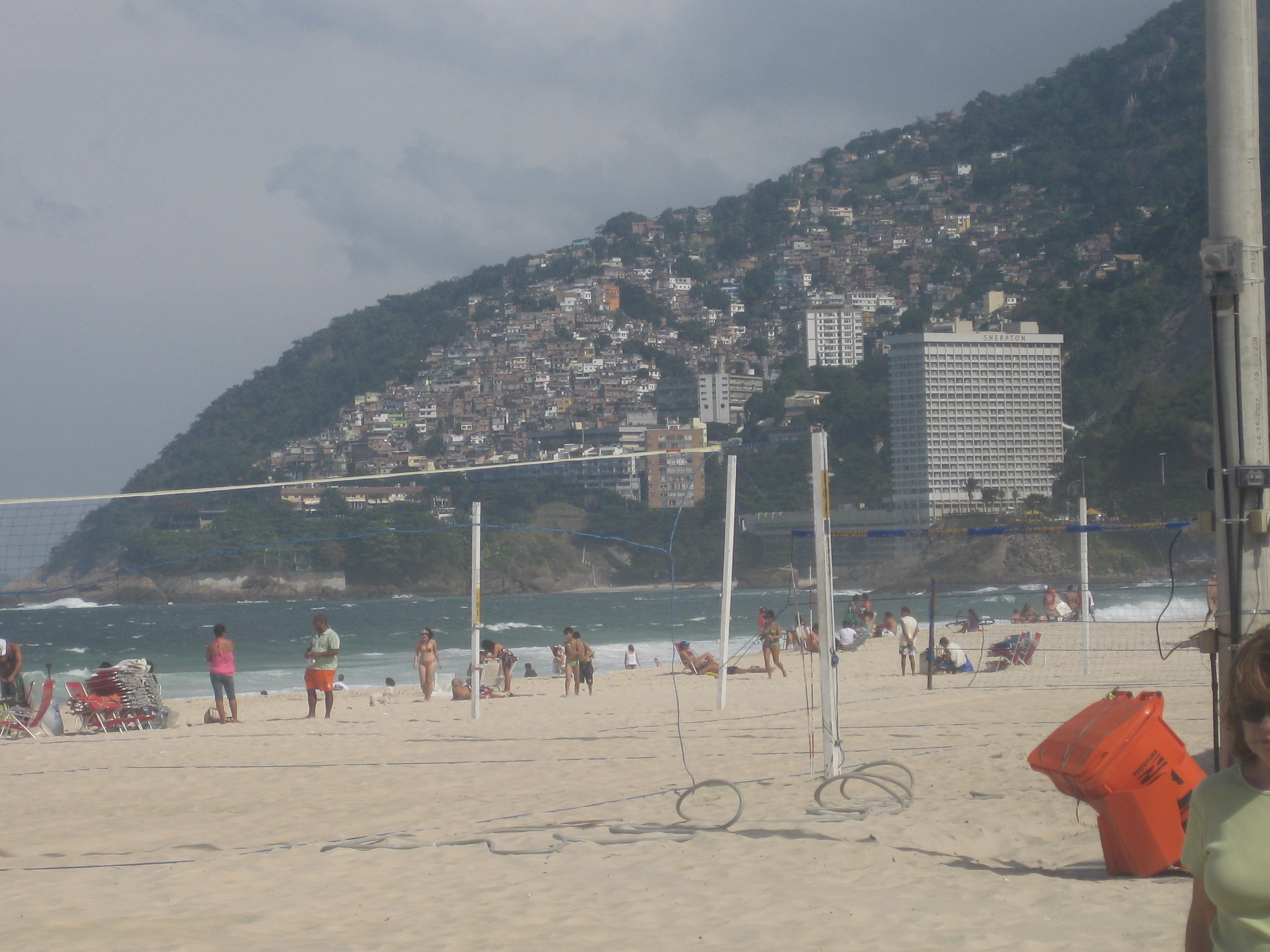
Playa de Leblon. Al fondo se ve la favela Vidigal.

Algunas de las calles más importantes del barrio son:
- Avenida Delfim Moreira: corre junto a la playa de Leblon. Lleva hacia la Avenida Niemeyer al oeste y al cruzar el canal Jardim de Alah y pasar a Ipanema hacia el este pasa a llamarse Avenida Vieira Souto.
- Avenida Bartolomeu Mitre: corre perpendicular a la playa.
- Avenida Afrânio de Mello Franco: conecta la playa de Leblon con la laguna Rodrigo de Freitas.
- Avenida Ataulfo de Paiva: paralela a la playa, recorre el barrio por su zona central en sentido a Ipanema.
- Avenida General San Martín: es la calle siguiente a la playa, corre en sentido al cerro Dois Irmãos y desemboca en Avenida Niemeyer.
- Avenida Niemeyer: conecta Leblon con el barrio São Conrado.
- Avenida Borges de Medeiros: conecta la playa de Leblon con la laguna Rodrigo de Freitas, bordeando el canal Jardim de Alah, y continúa unas cuadras bordeando la laguna por el oeste.

## Cultura
Leblon se caracteriza por ser el barrio más seguro de Río de Janeiro, no hay vida nocturna, los lugares puede cerrar a la 1 a. m., hay gran cantidad de bares, restaurantes donde se cena temprano a partir de las 19. Librerías hay dos en el barrio que cierran a las 18.
Suele ser escenario de muchas telenovelas de la Rede Globo, ya que allí vive el guionista Manoel Carlos. Algunas de las últimas son "Páginas de la vida", "Mujeres apasionadas" y "Lazos de familia".
El poeta Antonio Cícero escribió "Inverno" donde menciona el invierno de Leblon. La cantautora Adriana Calcanhotto musicalizó el poema convirtiéndolo en una de las referencias culturales más conocidas del barrio.

## Datos generales
- Población total: 46.670 habitantes, de los cuales son 20.487 hombres y 26.183 mujeres (censo de 2000)[2]
- Área territorial: 215,31 hectáreas (2003)[3]
- Áreas urbanizadas y/o alteradas: 86,92% (2001)[4]
- Escuelas municipales: 4 con 3.478 alumnos (2009)[5]